# 塔和子
塔 和子（とう かずこ、本名・井土 ヤツ子（いづち やつこ）1929年8月31日 - 2013年8月28日）は、日本の詩人。11歳でハンセン病を発病し、国立療養所大島青松園に入所するかたわら、多くの詩を書いた。

## 生涯
1929年8月31日、愛媛県東宇和郡（現西予市）明浜町田之浜にて、8人きょうだいの3番目の次女として生まれる。1941年、田之浜国民学校初等科6年生の春、11歳の時（と思われる）にハンセン病を発病。1943年6月21日、13歳の時に、ハンセン病により国立療養所大島青松園（おおしませいしょうえん）に入所。1951年9月、同園の赤沢正美と結婚。1952年頃に、特効薬プロミンによりハンセン病が完治。
1957年頃から詩作を始め、1961年に初の詩集『はだか木』を出版。1964年、園内のキリスト教会で洗礼を受ける。1989年、毎日放送テレビドキュメント「不明の花－塔和子の世界」放映。1999年、詩集『記憶の川で』で第29回高見順賞受賞。2000年11月、夫・赤沢正美死去。2003年、塔の詩をモチーフにハンセン病隔離の歴史と今を検証したドキュメンタリー映画「風の舞－闇を拓く光の詩（うた）」(監督・宮崎信恵、詩の朗読・吉永小百合）公開。2004年1月、NHKテレビ四国スペシャル「生きた証し・ハンセン病療養所の詩人・塔和子」を放映。同年3月、朝日放送（ABCラジオ）日曜スペシャル「魂の共鳴り－詩人・塔和子とハンセン病、そして人々」を放送。同年10月2日、高松市内で「全国豊かな海づくり大会」に出席中の天皇・皇后と歓談。『塔和子全詩集』（全3巻）を含めて20冊の詩集を発行。2011年5月21日～6月26日まで、国立ハンセン病資料館で、同資料館と塔和子の会共催で「塔和子展」を開催。
塔和子の会の川﨑正明代表は「塔和子の詩は、自己の存在を根源的に見つめながら、一貫して人間の尊厳を問い、一生懸命に生きようとする魂の叫びとして読者の心に響く詩です。高見順賞の選者、大岡信は『自分の本質から湧き出してくる言葉を繰り返し追求している』と評し、文学界でも高い評価を得ています。」と述べている。
2013年8月28日午後3時10分、急性呼吸不全で死去。満83歳。大島青松園に入所した期間は70年3カ月だった。同年11月3日、大島青松園大島会館で「塔和子さんを偲ぶ会」を開催（塔和子の会主催）。遺骨は大島青松園の納骨堂に納められたが、2014年3月17日、故郷の西予市明浜町田之浜の墓地に、本名・井土ヤツ子の名前で分骨された。

## 授賞と文学碑
- 1999年 - 第29回高見順賞を受賞。作品は『記憶の川で』。
- 2002年 - 香川県教育文化功労賞を受賞。
- 2004年 - 第62回山陽新聞賞を受賞。
- 2007年 - 愛媛県西予市明浜町大早津シーサイドサンパークに、「塔和子文学碑」建立。碑に「胸の泉に」の詩が刻まれる。
- 2008年 - 同町の大崎鼻公園に「第2塔和子文学碑」建立。碑に「ふるさと」の詩が刻まれる。

## 詩集
- 1961年 - 『はだか木』（デジレ・デザインルーム）
- 1969年 - 『分身』（私家版）
- 1973年 - 『エバの裔』（燎原社）H氏賞候補
- 1976年 - 『第一日の孤独』（蝸牛社）H氏賞候補
- 1978年 - 『聖なるものは木』（花神社）H氏賞候補
- 1980年 - 『いちま人形』（花神社）
- 1983年 - 『いのちの宴』（編集工房ノア）
- 1986年 - 『愛の詩集』（海風社）
- 1988年 - 『未知なる知者よ』（海風社）
- 1989年 - 『不明の花』（海風社）
- 1990年 - 『時間の外から』（編集工房ノア）
- 1993年 - 『日常』（日本キリスト教団出版局）
- 1995年 - 『愛の詩』（編集工房ノア）
- 1996年 - 『見えてくる』（編集工房ノア）
- 1998年 - 『記憶の川で』（編集工房ノア）高見順賞受賞
- 2000年 - 『私の明日が』（編集工房ノア）
- 2002年 - 『希望の火を』（編集工房ノア）
- 2002年 - 『大地』（編集工房ノア）
- 2003年 - 『今日という木を』（編集工房ノア）
- 2004～2006年 - 『塔和子全詩集』（全3巻）（編集工房ノア）

## 詩選集、その他
- 1970年 - 詩選集『裸木』（神戸大学出版局）
- 1981年 - 詩選集『はだか木』（VAN書房）
- 1981年 - 詩選集『エバの裔』（VAN書房）
- 1981年 - 詩選集『第一日の孤独』（VAN書房）
- 1987年 - 楽譜『めざめた薔薇』（作曲・柳川直則／音楽之友社）
- 1990年 - 楽譜『人の林で』（作曲・柳川直則／音楽之友社）
- 1991年 - 楽譜『帽子のある風景』（作曲・柳川直則／音楽之友社）
- 1994年 - 詩画集『めざめた風景』（画・小島喜八郎／三元社）
- 1999年 - 詩選集『いのちの詩（うた）』（編者・川﨑正明、河本睦子、長瀬春代、石塚明子／編集工房ノア）
- 2007年 - 詩選集『塔和子　いのちと愛の詩集』（角川学芸出版）
- 2008年 - 詩選集『希望よあなたに』（編者・川﨑正明、長瀬春代、石塚明子／編集工房ノア）
- 2014年 - 追悼集『いのちを紡ぐ　詩人・塔和子追悼集』（編・塔和子の会／編集工房ノア）

## 文献
- 2011年 - 『いのちの詩（うた）　塔和子展』リーフレット（編集・発行　国立ハンセン病資料館　2011）

## 関連作品
- 2009年 - 安宅温『命いとおし　詩人・塔和子の半生－隔離の島から届く魂の詩』（ミネルヴァ書房）
- 2012年 - 沢知恵CDアルバム「かかわらなければ～塔和子をうたう」
- 2015年 - 高木智子『隔離の記憶－ハンセン病といのちと希望と』（彩流社）
- 2016年 - 川﨑正明『かかわらなければ路傍の人－塔和子の詩の世界』（編集工房ノア）